# Matthew Rhys
Matthew Rhys Evans (Cardiff, 8 novembre 1974) è un attore britannico.

## Biografia

### Primi anni
Rhys è nato e cresciuto nel centro storico di Cardiff, Galles, l'8 novembre 1974 (alcune fonti dicono 4 novembre). La sua prima lingua è il gallese. Dopo aver interpretato il ruolo di Elvis Presley in una recita scolastica, decide di frequentare la Royal Academy of Dramatic Art (RADA) di Londra e si aggiudica la borsa di studio Patricia Rothermere nel 1993. Durante il periodo alla RADA, Rhys è apparso nella serie poliziesca della BBC Backup e in House of America. Tornò a Cardiff per recitare nella sua lingua nel film gallese Bydd yn Wrol (Be Brave), per il quale vinse il premio come miglior attore al BAFTA Cymru (BAFTA gallese).

### Carriera
Nel gennaio 1998, Rhys si recò in Nuova Zelanda per recitare in Greenstone, un dramma in costume coloniale per la televisione. Ha poi ottenuto un ruolo in Titus, l'adattamento di Julie Taymor di Tito Andronico, con Anthony Hopkins e Jessica Lange. Rhys ha interpretato Ray nella commedia cinematografica di Peter Hewitt, Che fine ha fatto Harold Smith? Dopo essere tornato in Galles, ha fatto due film consecutivi con Jonathan Pryce: The Testimony of Taliesin Jones, un film su una famiglia disfunzionale in cui ha interpretato il figlio maggiore, e la commedia di Sara Sugarman Very Annie Mary, in cui ha interpretato il ruolo di Nob.
È noto principalmente per il suo ruolo di Kevin Walker nella serie TV Brothers & Sisters - Segreti di famiglia e di Philip Jennings in The Americans, ruolo che gli è valso una vittoria del Premio Emmy come migliore attore. Nel 2005 era un candidato per la ricerca del nuovo James Bond, dopo l'addio di Pierce Brosnan, per il film Casino Royale, ma non riesce ad ottenere il ruolo perché i produttori consideravano la sua recitazione pessima, e quindi il ruolo fu dato a Daniel Craig.
L'8 agosto 2008, è stato onorato al Welsh National Eisteddfod come membro dell'ordine druidico del Gorsedd dei Bardi, per i suoi contributi alla lingua gallese e al Galles. Il suo nome bardico nel Gorsedd è Matthew Tâf. Nell'agosto 2009, Rhys è salito sul palco con la National Youth Orchestra of Wales come membro del National Eisteddfod.

### Vita privata
Nel 2013 l'attore ha iniziato a frequentare Keri Lynn Russell, conosciuta sul set della serie The Americans. Nel maggio 2016 è diventato padre di Sam.

## Filmografia parziale

### Attore

#### Cinema
- Elizabeth, regia di Shekhar Kapur (1998)
- Titus, regia di Julie Taymor (1999)
- Che fine ha fatto Harold Smith? (Whatever Happened to Harold Smith?), regia di Peter Hewitt (1999)
- The Abduction Club, regia di Stefan Schwartz (2002)
- Shooters, regia di Glenn Durfort e Colin Teague (2002)
- Deathwatch - La trincea del male (Deathwatch), regia di Michael J. Bassett (2002)
- Fakers, regia di Richard Janes (2006)
- Amore e altri disastri (Love and Other Disasters), regia di Alek Keshishian (2006)
- Decameron Pie (Virgin Territory), regia di David Leland (2007)
- The Edge of Love, regia di John Maybury (2008)
- Patagonia, regia di Marc Evans (2010)
- The Scapegoat, regia di Charles Sturridge (2012)
- Accada quel che accada (En mai, fais ce qu'il te plaît), regia di Christian Carion (2015)
- Il sapore del successo (Burnt), regia di John Wells (2015)
- The Post, regia di Steven Spielberg (2017)
- Mowgli - Il figlio della giungla (Mowgli), regia di Andy Serkis (2018)
- The Report, regia di Scott Z. Burns (2019)
- Un amico straordinario (A Beautiful Day in the Neighborhood), regia di Marielle Heller (2019)
- Cocainorso (Cocaine Bear), regia di Elizabeth Banks (2023)
- Saturday Night, regia di Jason Reitman (2024)

#### Televisione
- Il mondo perduto (The Lost World), regia di Stuart Orme – film TV (2001)
- Colombo (Columbo) – serie TV, episodio 10x14 (2003)
- Brothers & Sisters - Segreti di famiglia – serie TV, 109 episodi (2006-2011)
- The Mystery of Edwin Drood, regia di Diarmuid Lawrence – miniserie TV (2012)
- I misteri di Pemberley (Death Comes to Pemberley), regia di Daniel Percival – miniserie TV (2013)
- The Bastard Executioner – serie TV, 3 episodi (2015)
- Girls – serie TV, episodio 6x03 (2017)
- The Americans – serie TV, 75 episodi (2013-2018)
- Death and Nightingales, regia di Allan Cubitt – miniserie TV (2018)
- Perry Mason – serie TV, 16 episodi (2020-2023)
- Extrapolations, regia di Scott Z. Burns – miniserie TV, puntata 1 (2023)
- Towards Zero, regia di Sam Yates – miniserie TV (2025)

### Doppiatore
- BoJack Horseman – serie animata, episodio 6x08 (2019)
- Infinity Train – serie animata, episodi 1x06-1x09 (2019)
- The Owl House - Aspirante strega (The Owl House) – serie animata, 13 episodi (2020-2023)
- Tuca & Bertie – serie animata, 6 episodi (2022)
- Gremlins – serie animata, 10 episodi (2022-2023)
- The Wingfeather Saga – serie animata, episodi 2x04-2x05 (2024)
- IF - Gli amici immaginari (IF), regia di John Krasinski (2024)
- Watchmen, regia di Brandon Vietti (2024)

### Produttore
- Perry Mason – serie TV, 16 episodi (2020-2023)

## Doppiatori italiani
Nelle versioni in italiano delle opere in cui ha recitato, Matthew Rhys è stato doppiato da:
- Francesco Bulckaen in Brothers & Sisters - Segreti di famiglia, The Edge of Love, The Americans, Il sapore del successo, The Report, Saturday Night
- Marco Vivio in Amore e altri disastri, Mowgli - Il figlio della giungla
- Christian Iansante in Titus, The Post
- Alessandro Rigotti in Deathwatch - La trincea del male
- Adriano Giannini in Decameron Pie
- Francesco Pezzulli ne I misteri di Pemberley
- Oreste Baldini in Un amico straordinario
- Gianfranco Miranda in Perry Mason

Da doppiatore è sostituito da:
- Andrea Lavagnino in The Owl House - Aspirante strega

## Premi e riconoscimenti
- Primetime Emmy Awards

2018 - Migliore attore protagonista in una serie drammatica - The Americans